# St. Hubertus (Oßmaritz)

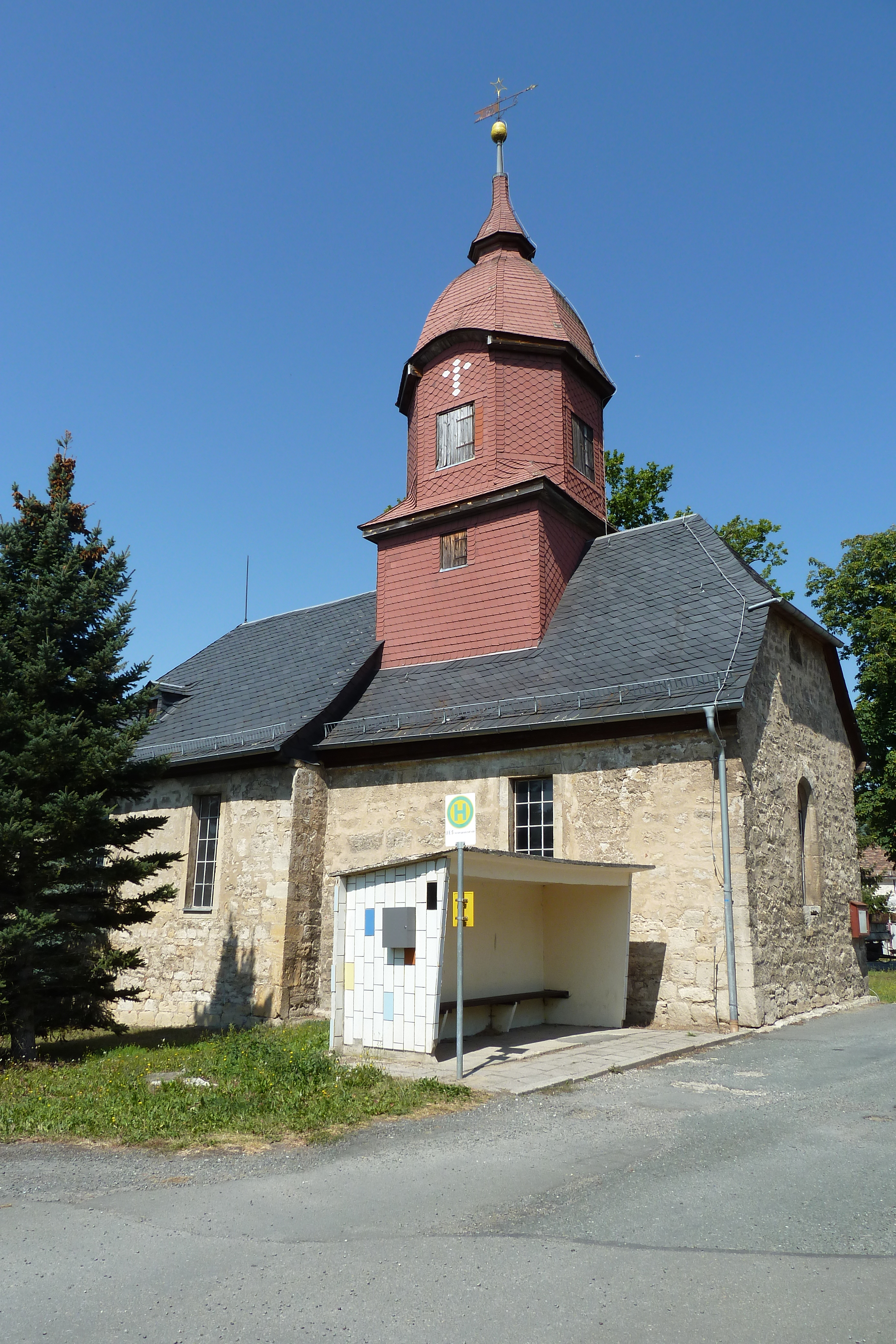
Die Kirche

Die Dorfkirche St. Hubertus steht im Ortsteil Oßmaritz der Gemeinde Bucha im Saale-Holzland-Kreis in Thüringen. Sie gehört zum Kirchspiel Magdala/Bucha im Kirchenkreis Jena der Evangelischen Kirche in Mitteldeutschland.

## Lage
Die Dorfkirche und die Bushaltestelle befinden sich nebeneinander inmitten des Ortsteils.

## Architektur
Die Kirche ist einschiffig; an das Schiff schließt sich ein langer Chor mit Dachturm an.
Das Kirchenschiff besitzt zum Teil noch die romanischen Mauern. Das ist ein Hinweis auf das Alter. In gotischer Zeit erfolgten Baumaßnahmen, die Spuren verwischt haben. Weitere Baumaßnahmen fanden mit Veränderungen im 18. Jahrhundert statt. Daher sind die Fenster und dreiseitigen Emporen, ebenso der Kanzelaltar, der im 19. Jahrhundert eine Neufassung erhielt.
Die Holzbalkendecke im Schiff trägt eine Bemalung von schwarzen und weißen Formen auf rotem Grund. Reste der Wandmalerei aus dem 18. Jahrhundert sind noch zu sehen.

## Orgel
Die 1856 erbaute Peternell-Orgel mit 2 Manualen, Pedal und 11 Registern wurde von der Firma Mitteldeutscher Orgelbau A. Voigt aus Bad Liebenwerda restauriert.